# Mark Serrurier
Mark Serrurier (ur. 12 maja 1904 w Pasadenie, zm. 14 lutego 1988) – amerykański wynalazca.

## Życiorys
Był synem inżyniera Iwana Serrurier. W 1924 roku jego ojciec wymyślił urządzenie o nazwie Moviola dla montażystów, które pozwala oglądać film podczas jego edycji. W 1948 roku zmodernizował to urządzenie. W 1979 roku został uhonorowany Oscarem za osiągnięcia techniczne. Posiada swoją gwiazdę na Hollywoodzkiej Alei Gwiazd.